# 20. п. н. е.
20. п. н. е. била је или обична година која почиње у сриједу или четвртак или преступна година која почиње у уторак, сриједу или четвртак јулијанског календара и обична година која почиње уторком по пролептичком јулијанском календару. У то вријеме је била позната и као година конзулства Апулеја и Нерве (или, ређе, година 734. Ab urbe condita). Деноминација 20. п. н. е. за ову годину се користи од раног средњег вијека, када је календарска ера Anno Domini постала преовлађујући метод у Европи за именовање година.

## Догађаји
- Припајање Киренајке Римском царству
- Римска војска Тиберија заузима Јерменију.
- Тигран III, који је одрастао у Риму, уздигнут је на јерменски престо.
- Амбасадори партског краља Фрата IV свечано су вратили Тиберију римске заставе и заробљенике који су били заробљени у претходним ратовима (посебно током битака код Кара), и признали Тиграна III.

## Рођења
- 21. 9. Дјева Марија
- Ирод Антипа
- Гај Цезар